# 弗倫茲維爾縣區 (伊利諾伊州沃巴什縣)
弗倫茲維爾鎮區（英語：Friendsville Precinct）是位於美國伊利諾伊州沃巴什縣的一個縣區。

## 地方資料
根據2010年美國人口普查的數據，弗倫茲維爾鎮區的面積為72.92平方千米，當中陸地面積為72.55平方千米，而水域面積為0.37平方千米。當地共有人口559人，而人口密度為每平方千米7.67人。